# 鲁南烈士陵园
鲁南烈士陵园，位于山东省临沂市兰陵县城西文峰山前坡，是中华人民共和国山东省文物保护单位之一。
1992年6月12日，授予山东省文物保护单位，是一座革命遗址及革命纪念建筑物。